# Джамкаран
Джамкаран — назва мечеті в селі Джамкаран, розташованої за 6 км від міста Кум, Іран. Знамените місце паломництва мусульман-шиїтів. Місцеве повір'я свідчить, що якось у цій мечеті молився сам Махді.